# Santiago Amat Cansino
Santiago Amat Cansino   (Barcelona, 22 de juny de 1896 - Barcelona, 5 de novembre de 1982) fou un regatista barceloní, guanyador d'una medalla olímpica.
Pioner en el món de la vela esportiva a Espanya, va participar als 36 anys en els Jocs Olímpics d'Estiu de 1924 realitzats a París (França), on va aconseguir finalitzar quart en la prova de monotip olímpic i vuitè en la classe internacional de sis Metres al costat d'Artur Mas Bové i Pere Pi Castelló. En els Jocs Olímpics d'Estiu de 1928 realitzats a Amsterdam (Països Baixos) aconseguí finalitzar catorzè en la prova de 12 peus Dinghy. L'èxit li arribà als 45 anys en els Jocs Olímpics d'Estiu de 1932 realitzats a Los Angeles (Estats Units), on aconseguí guanyar la medalla de bronze en la prova de monotip olímpic, en el que fou la primera medalla olímpica en vela per a Espanya.